# Llista de compositors

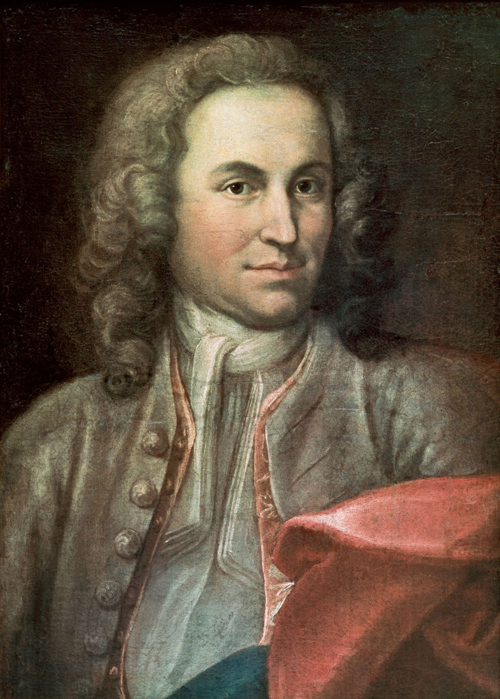
Johann Sebastian Bach

Això és una llista de compositors i compositores, ordenada alfabèticament. Aquests més de 800 compositors pertanyen a tots els estils, èpoques i nacionalitats. És una llista no exhaustiva i cal entendre-la com un recull orientatiu de compositors i compositores de reconegut prestigi en un determinat àmbit musical.
Al costat del nom s'afegeix l'any del naixement i de la mort, i la nacionalitat. Per a més detalls podeu anar a les següents llistes de compositors i compositores (A-I, J-Z) on hi ha fotografies i un breu comentari sobre cada compositor o compositora.
| Directori A B C D E F G H I J K L M N O P R S T U V W X Y Z |

## A
- Evald Aav (1900-1939, Estònia)
- Juhan Aavik (1884-1982, Estònia)
- Pere Abelard (1079-1142, Bretanya)
- Keiko Abe (n. 1937, Japó)
- Rosalina Abejo (1922-1991, Filipines)
- Karl Friedrich Abel (1723-1787, Alemanya)
- Nicanor Abelardo (1893-1934, Filipines)
- Muhal Richard Abrams (n. 1930, EUA)
- Zequinha de Abreu (1880-1935, Brasil)
- Jean Absil (1893-1974, Bèlgica)
- Franz Abt (1819-1885, Alemanya)
- Adolphe Adam (1803-1856, França)
- Bojan Adamic (1912-1995, Eslovènia)
- John Coolidge Adams (n. 1947, EUA)
- John Luther Adams (n. 1953, EUA)
- Richard Addinsell (1904-1977, Gran Bretanya)
- John Addison (1920-1998, Gran Bretanya)
- Samuel Adler (n. 1928, EUA)
- Zeca Afonso (1929-1987, Portugal)
- François d'Agincourt (1684-1758, França)
- Graciela Agudelo (n. 1945, Mèxic)
- Kalevi Aho (n. 1949, Finlàndia)
- Ahn Eak-Tai (1906-1965, Corea)
- Gregor Aichinger (~1565-1628, Alemanya)
- Bartholomäus Aich (segle xvii, Alemanya)
- Jehan Alain (1911-1940, França)
- Isaac Albéniz (1860-1909, Catalunya)
- Eugen d'Albert (1864-1932, Escòcia-Alemanya)
- Domenico Alberti (1710-1740, Itàlia)
- Tomaso Albinoni (1671-1750, Itàlia)
- Johann Georg Albrechtsberger (1736-1809)
- Steve Allen (1921-2000, EUA)
- Joan Altisent (1891-1971, Catalunya)
- María de Alvear (1960, Espanya)
- Joan Albert Amargós (n. 1950, Catalunya)
- August Wilhelm Ambros (1816-1876, Àustria)
- Esteve Atmetller ([...?] Cataluña)
- Jean-Claude Amiot (n. 1939, França)
- Laurie Anderson (n. 1947, EUA)
- Pasquale Anfossi (1727-1797, Itàlia)
- Georges Aperghis (n. 1945, Grècia)
- Malcolm Arnold (1921-2006, Gran Bretanya)
- Juan Crisóstomo de Arriaga (1806-1826, País Basc)
- Emilio Arrieta (1823-1894, Navarra)
- Patrick Ascione (n. 1953, França)
- Vicent Asencio (1908-1979, País Valencià)
- Miquel Asins (1918-1996, País Valencià)
- Chet Atkins (1924-2001, EUA)
- Georges Auric (1899-1983, França)
- Slavko Avsenik (n. 1929, Eslovènia)

## B
- Cristobal Babbi (1748-1814, Itàlia)
- Carl Philipp Emanuel Bach (1714-1788, Alemanya)
- Johann Christian Bach (1735-1782, Alemanya)
- Johann Sebastian Bach (1685-1750, Alemanya)
- Carles Baguer (1768-1808, Catalunya)
- Tadeus Baird (1928-1981, Polònia)
- Mili Balakirev (1837-1910, Rússia)
- Gabriel Balart (1824-1893, Catalunya)
- Hank Ballard (1936-2003, EUA)
- Adriano Banchieri (1568-1634, Itàlia)
- Jacob do Bandolim (1918-1969, Brasil)
- Samuel Barber (1928-1981, EUA)
- Gerald Barry (n. 1952, Irlanda)
- John Barry (n. 1933, Gran Bretanya)
- Dave Bartholomew (n. 1920, EUA)
- Béla Bartók (1881-1945, Hongria)
- Ludwig van Beethoven (1770-1827, Alemanya)
- Josep Maria Benaiges (1855-1938, Catalunya)
- Ralph Benatzky (1884-1957, República Txeca, Àustria)
- Julius Benedict (1804-1885, Alemanya)
- Alban Berg (1885-1935, Àustria)
- Irving Berlin (1888-1989, EUA)
- Hector Berlioz (1803-1869, França)
- Elmer Bernstein (1922-2004, EUA)
- Leonard Bernstein (1918-1990, EUA)
- Gilles Binchois (c.1400-1460, França)
- Ronald Binge (1910-1979, Gran Bretanya)
- Georges Bizet (1838-1875, França)
- Eubie Blake (1883-1983, EUA)
- Ernest Bloch (1880-1959, Suïssa)
- Luigi Boccherini (1743-1805, Itàlia)
- Aleksandr Borodín (1833-1887, Rússia)
- Lili Boulanger (1893-1918, França)
- Johannes Brahms (1833-1897, Alemanya)
- Goran Bregović (n. 1950, Bòsnia)
- Jacques Brel (1929-1978, Bèlgica)
- Benjamin Britten (1913-1976, Gran Bretanya)
- Leo Brouwer (1939, Cuba)
- Max Bruch (1838-1920, Alemanya)
- Anton Bruckner (1824-1896, Àustria)
- Joan Brudieu (~1520-1591, França/Catalunya)
- Joan Baptista Bruguera i Moreres (segle xviii) (Catalunya)
- Albert E. Brumley (1905-1977, EUA)
- William Byrd (1543-1624, Gran Bretanya)
- Oscar Byström (1821-1909, Suècia)

## C
- Joan Baptista Cabanilles (1644-1712, País Valencià)
- Giulio Caccini (1551-1618, Itàlia)
- John Cage (1912-1992, EUA)
- Manel Camp (n. 1947, Catalunya)
- Matteo Carcassi (1792-1853, Itàlia)
- Manuel Cardoso (1566-1650, Portugal)
- Cristoforo Caresana (1640-1709) (Itàlia)
- Hoagy Carmichael (1899-1981, EUA)
- Ramon Carnicer (1789-1855, Catalunya)
- Elliot Carter (n. 1908, EUA)
- Ferdinando Carulli (1770-1841, Itàlia)
- Narcís Casanoves (1747-1799, Catalunya)
- Josep Casas (1913-1988, Catalunya)
- Alfredo Casella (1883-1947, Itàlia)
- Carles Cases (1913-1988, Catalunya)
- Alfredo Catalani (1854-1893, Itàlia)
- Francesco Cavalli (1602-1676, Itàlia)
- Joan Cererols (1618-1680, Catalunya)
- Jacques Champion (~1601-1672, França)
- Le Philippe Chancelier (~1165-1236, França)
- Cheng Mao Yun (1900-1957, Xina)
- Gian Paolo Chiti (n. 1939, Itàlia)
- Frédéric Chopin (1810-1849, Polònia-França)
- Giovanni Paolo Cima (~1570-1622, Itàlia)
- Francesc Civil (1895-1990, Catalunya)
- Jeremiah Clarke (1674-1707, Gran Bretanya)
- Rebecca Helferich Clarke (1886-1979, Gran Bretanya)
- Yury Chernavsky (n. 1947, Rússia)
- Johnny Clegg (n. 1953, Sud-àfrica)
- Albert Coates (1882-1953, Rússia)
- Cy Coleman (1929-2004, EUA)
- Josep Coll i Britapaja (1840-1904, Puerto Rico/Catalunya)
- John Coltrane (1926-1967, EUA)
- Pascal Comelade (n. 1955, Catalunya-França)
- Aaron Copland (1900-1990, EUA)
- Carmine Coppola (1910-1991, EUA)
- Arcangelo Corelli (1653-1713, Itàlia)
- Albert Cotó (1852-1906, Catalunya)
- Phil Coulter (n. 1942, Irlanda)
- Noël Coward (1899-1973, Gran Bretanya)
- Xavier Cugat (1900-1990, Catalunya/Cuba)
- César Cui (1835-1918, Rússia)
- William Hayman Cummings (1831-1915, Gran Bretanya)
- Ciril Cvetko (1920-1999, Eslovènia)

## D
- Luigi Dallapiccola (1904-1975, Itàlia)
- Mychael Danna (n. 1958, Canadà)
- Aleksandr Dargomijski (1813-1868, Rússia)
- Mario Davidovsky (n. 1934, Argentina)
- Henri Walford Davies (1869-1941, Gran Bretanya)
- Peter Maxwell Davies (n. 1934, Gran Bretanya)
- Miles Davis (1926-1991, EUA)
- Claude Debussy (1862-1918, França)
- Michel Richard Delalande (1657-1726, França)
- Leo Delibes (1836-1891, França)
- Frederick Delius (1862-1934, Gran Bretanya)
- Iedisson Deníssov (1929-1996, Rússia)
- Luis De Pablo (n. 1937, Espanya)
- Josquin Desprez (∼1440-1521, França)
- Paul Dessau (1894-1979, Alemanya)
- Anton Diabelli (1781-1858, Àustria)
- David Diamond (1915-2005, EUA)
- Diogo Dias Melgás (1638-1700, Portugal)
- Alphons Diepenbrock (1862-1921, Països Baixos)
- Muttusvami Dikshitar (1775-1835, Índia)
- Karl Ditters von Dittersdorf (1739-1799, Àustria)
- Franco Donatoni (1927-2000, Itàlia)
- Gaetano Donizetti (1797-1848, Itàlia)
- Gustave Doret (1866-1943, Suïssa)
- Joan Dotras (1900-1978, Catalunya)
- John Dowland (1562-1626, Gran Bretanya)
- Guillaume Dufay (∼1397-1474, Flandes)
- Paul Dukas (1865-1935, França)
- Joan Duran i Alemany (1896-1970, Catalunya)
- Jan Ladislav Dussek (1761-1812, República Txeca)
- Henri Dutilleux (n. 1916, França)
- Antonín Dvořák (1841-1904, República Txeca)

## E
- Anton Eberl (1765-1807, Àustria)
- Werner Egk (1901-1983, Alemanya)
- Margriet Ehlen (n. 1943, Països Baixos)
- Gerrit Jan van Eyken (1822-1879, Països Baixos)
- Gottfried von Einem (1918-1996, Suïssa-Àustria)
- Hanns Eisler (1898-1962, Àustria)
- Edward Elgar (1857-1934, Gran Bretanya)
- Bechara El-Khoury (n. 1957, Líban)
- Louis Eller (1819-1862, Àustria)
- Duke Ellington (1899-1974, EUA)
- Georges Enesco (1881-1955, Romania)
- Gustav Ernesaks (1908-1993, Estònia)
- Lluís Escuadra Nurén (1962) (Catalunya)
- Francisco Escudero (1913-2002, País Basc)
- Gil Evans (1912-1988, EUA)
- Pierre Even (n. 1946, Luxemburg)
- Nuri Casanova (2008, Espanya)

## F
- Manuel de Falla (1876-1946, Andalusia)
- John Farmer (c. 1565-1605, Gran Bretanya)
- Giles Farnaby (~1565-1640, Gran Bretanya)
- Gabriel Fauré (1845-1924, França)
- George Fenton (n. 1950, Gran Bretanya)
- Rafael Ferrer (1911-1988, Catalunya)
- Giacomo Godofredo Ferrari (1759-1842, Itàlia)
- Luigi Ferrari-Trencate (1884-1964, Itàlia)
- Ramon Ferrés (1878-1962, Catalunya)
- Arkady Filippenko (1912-1983, Ucraïna)
- Mateu Fletxa el Vell (1481-1553, Catalunya)
- Thomas Ford (1580-1648, Gran Bretanya)
- David Foster (n. 1949, Canadà)
- Stephen Foster (1826-1864, EUA)
- Alberto Franchetti (Itàlia)
- César Franck (1822-1890, Bèlgica)
- Géza Frid (Hongria)
- Gaetano Fusella (1876-1971) (Itàlia)

## G
- Andrea Gabrieli (1533?-1585, Itàlia)
- Giovanni Gabrieli (1554?-1612, Itàlia)
- Niels Gade (1817-1890, Dinamarca)
- Baldassare Galuppi (1706-1785, Itàlia)
- Jacobus Gallus (1550-1591, Eslovènia)
- Pauline Garcia-Viardot (1821-1910, França)
- Juli Garreta (1875-1925, Catalunya)
- Florian Leopold Gassmann (1729-1774, República Txeca)
- Denis Gaultier († 1672, França)
- Noel Gay (1898-1954, Gran Bretanya)
- Robert Gerhard (1896-1970, Catalunya)
- George Gershwin (1898-1937, EUA)
- Carlo Gesualdo (1566-1613, Itàlia)
- Michael Giacchino (n. 1967, EUA)
- Mauro Giuliani (1781-1828, Itàlia)
- Philip Glass (n. 1937, EUA)
- Reinhold Glière (1875-1956, Rússia)
- Christoph Willibald Gluck (1714-1787, Alemanya)
- Pasqual Godes (1899-1944, Catalunya)
- Alexander Godunov (1949-1995, Rússia)
- Antônio Carlos Gomes (1836-1896, Brasil)
- François Joseph Gossec (1734-1829, Bèlgica)
- Morton Gould (1913-1996, EUA)
- Charles Gounod (1818-1893, França)
- Louis Théodore Gouvy (1819-1898, Alemanya)
- Enric Granados (1867-1916, Catalunya)
- Adolph Green (1914-2002, EUA)
- Edvard Grieg (1843-1907, Noruega)
- Eivind Groven (1901-1977, Noruega)
- Ferde Grofé (1892-1972, EUA)
- Carlos Guastavino (1912-2000, Argentina)
- Isabel Güell i López (1872-1956, Catalunya)
- Joan Guinjoan (n. 1931, Catalunya)
- Alexandre Glazunov (1865-1936, Rússia)

## H
- Marvin Hamlisch (n. 1944, EUA)
- Albert Hammond (n. 1942, Gran Bretanya)
- George Frideric Handel (1685-1759, Alemanya)
- William Christopher Handy (1873-1958, EUA)
- Lil Hardin (1989-1971, EUA)
- Hartford (músic), John (1937-2001, EUA)
- Herbert Hamilton Harty (1879-1941, Irlanda del Nord)
- Johann Adolph Hasse (1699-1783, Alemanya)
- Pieter Hellendaal (1721-1799, Països Baixos)
- Joseph Haydn (1732-1809, Àustria)
- Victor Herbert (1859-1924, Irlanda)
- Sebastián Aguilera de Heredia (1563?-1627, Espanya)
- Hildegard von Bingen (1098-1179, Alemanya)
- E. T. A. Hoffmann (1776-1822, Alemanya)
- Gustav Holst (1874-1934, Gran Bretanya)
- Joaquim Homs (1906-2003, Catalunya)
- Alan Hovhaness (1911-2000, EUA)
- Gustave Huberti (1843-1910)(Bèlgica).

## I
- Jacques Ibert (1890-1962, França)
- Akira Ifukube (1916-2006, Japó)
- Ilayaraaja (n. 1943, Índia)
- Andrew Imbrie (n. 1921, EUA)
- Jan Ingenhoven (1876-1951, Països Baixos)
- John Ireland (1879-1962, Gran Bretanya)
- Charles Ives (1874-1954, EUA)
- Airat Ichmouratov (n.1973, Canadà)

## J
- Élisabeth Jacquet de La Guerre (1665-1729, França)
- Leoš Janáček (1854-1928, República Txeca)
- Jean Michel Jarre (n. 1948, França)
- Niccolò Jommelli (1714-1774, Itàlia)
- Scott Joplin (~1868-1917, EUA)
- Bradley Joseph (n. 1965, EUA)

## K
- Dmitri Borisovitx Kabalevski (1904-1987, Rússia)
- Artur Kapp (1878-1952, Estònia)
- Jerome Kern (1885-1945, EUA)
- Francis Scott Key (1779-1843, EUA)
- Carole King (n. 1942, EUA)
- Paul von Klenau (1883-1946, Dinamarca)
- Charles Koechlin (1867-1950, França)
- Heikki Klemetti (1876-1953, Finlàndia)
- Julius Klengel (1859-1933, Alemanya)
- Paul Klengel (1854-1935, Alemanya)
- Hyacinthe Klosé (1808-1880, França)
- Erich Wolfgang Korngold (1897-1957, República Txeca)
- Johann Tobias Krebs (1690-1762, Alemanya)
- Fritz Kreisler (1875-1962, Àustria)

## L
- Wesley La Violette (1894-1978, EUA)
- Franz Paul Lachner (1803-1890, Alemanya)
- Ignaz Lachner (1807-1895, Alemanya)
- Ezra Laderman (n. 1924, EUA)
- László Lajtha (1892-1963, Hongria)
- Édouard-Victoire-Antoine Lalo (1823-1892)
- Lucien Lambert (1858-1945)
- Juan Bautista Lambert (1884-1945)
- Joan Lamote de Grignon (1872-1949, Catalunya)
- Ricard Lamote de Grignon (1899-1962, Catalunya)
- John Frederick Lampe (1703-1751, Alemanya)
- Stefano Landi (1587-1639, Itàlia)
- Niccolò Lanier (1588-1666, Gran Bretanya)
- Rued Langgaard (1893-1952, Dinamarca)
- Comtessa de Lannoy (1764-1820, Països Baixos)
- Orlando di Lasso (~1532-1594, Bèlgica)
- Armas Launis (1884-1959, Finlàndia)
- Calixa Lavallée (1842-1891, Canadà)
- William Lawes (1602-1645, Gran Bretanya)
- Paul Le Flem (1881-1984, França)
- Jean-François Le Sueur (1760-1837, França)
- Alexandre Charles Lecocq (1832-1918, França)
- Ernesto Lecuona (1895-1963, Cuba)
- Benjamin Lees (1924-, Xina)
- Giovanni Legrenzi (1626-1690, Itàlia)
- Franz Lehár (1870-1948, Àustria)
- René Leibowitz (1913-1972, França)
- Guillaume Lekeu (1870-1894, Bèlgica)
- Jean Eugène Gaston Lemaire (1854-1928)
- Alfonso Leng (1894-1974, Xile)
- Leonardo Leo (1694-1744, Itàlia)
- Ruggero Leoncavallo (1857-1919, Itàlia)
- Franco Leoni (1864-1949, Itàlia)
- Theodor Leschetizky (1830-1915, Polònia)
- Oscar Levant (1906-1972, EUA)
- Richard Leveridge (1671-1758, Gran Bretanya)
- Rolf Liebermann (1910-1999, Suïssa)
- György Ligeti (1923-2006, Hongria)
- Douglas Lilburn (1915-2001, Nova Zelanda)
- Adolf Fredrik Lindblad (1801-1878, Suècia)
- Thomas Linley (1733-1795, Gran Bretanya)
- Claude Joseph Rouget de Lisle (1760-1836, França)
- Franz Liszt (1811-1886, Hongria)
- Antoni Literes (1811-1886, Balears)
- Henri Charles Litolff (1818-1891, Gran Bretanya)
- Jay Livingston (1915-2001, EUA)
- Lluís Llach (1948-, Catalunya)
- Llanos i Berete, Antonio (1822-1882, Castella)
- Andrew Lloyd Webber (1948-, Gran Bretanya)
- Duarte Lôbo (1565-1646, Portugal)
- Matthew Locke (1621-1677, Gran Bretanya)
- Charles Martin Loeffler (1861-1935, Alemanya)
- Theo Loevendie (1930-, Països Baixos)
- Fernando Lopes-Graça (1906-1994, Portugal)
- Carl Adolf Lorenz (1837-1923, Alemanya)
- Albert Lortzing (1801-1851, Alemanya)
- Antonio Lotti (1667-1740, Itàlia)
- Arthur Lourié (1892-1966, Rússia)
- Adriano Lualdi (1885-1971, Itàlia)
- Clarence Lucas (1866-1947, Canadà)
- Andrea Luchesi (1741-1801, Itàlia)
- Jean-Baptiste Lully (1632-1687, Itàlia/França)
- Thomas Lupo (1571-1627, Gran Bretanya)
- Elisabeth Luytens (1906-1983, Gran Bretanya)
- Wilhelm Meyer Lutz (1822-1903, Alemanya)
- Luzzasco Luzzaschi (~1545-1607, Itàlia)
- Elias Álvares Lôbo (1834-1901, Brasil)

## M
- George Mac-Farren (1813-1887, Anglaterra)
- Walter Mac-Farren (1826-1905, Anglaterra)
- Elizabeth Maconchy (1907.1994, Anglaterra)
- Frederik Magle (n. 1977, Dinamarca)
- Gustav Mahler (1860-1911, Bohèmia-Àustria)
- Alessandro Marcello (1669-1747, Itàlia)
- Josep Antoni Martí (1719-1763, Catalunya)
- Vicent Martín i Soler (1754-1806, País Valencià)
- Pietro Mascagni (1863-1945, Itàlia)
- Jules Massenet (1842-1912, França)
- Ascanio Mayone (1565-1627, Itàlia)
- Jacques Féréol Mazas (1782-1849, França)
- Rod McKuen (n. 1933, EUA)
- Erkki Melartin (1875-1937, Finlàndia)
- Fanny Mendelssohn (1805-1847, Alemanya)
- Felix Mendelssohn (1809-1847, Alemanya)
- Saverio Mercadante (1795-1870, Itàlia)
- Olivier Messiaen (1908-1992, França)
- Josep Maria Mestres Quadreny (n. 1929, Catalunya)
- Giacomo Meyerbeer (1791-1864, Alemanya)
- Lluís del Milà (c.1500-c.1561, País Valencià)
- Luis de Misón (1727-1776, Catalunya)
- Stevan Mokranjac (1856-1914, Sèrbia)
- Frederic Mompou (1893-1987, Catalunya)
- Stanisław Moniuszko (1819-1872, Polònia)
- Meredith Monk (n. 1942, Perú/EUA)
- Georg Matthias Monn (1717-1750, Àustria)
- Mons, Philipp de (1521-1603)
- Xavier Montsalvatge (1912-2002, Catalunya)
- Enric Morera (1865-1942, Catalunya)
- Thomas Morley (c. 1558-1602, Gran Bretanya)
- Giorgio Moroder (n. 1940, Itàlia)
- Ennio Morricone (n. 1928, Itàlia)
- Étienne Moulinié (1599-1676) (França)
- Jean-Joseph Mouret (1682-1738, França)
- Georges Moustaki (n. 1934, Egipte/França)
- Leopold Mozart (1719-1787, Alemanya)
- Wolfgang Amadeus Mozart (1756-1791, Àustria)
- Ramon Muntaner (n. 1950, Catalunya)
- Modest Mússorgski (1839-1881, Rússia)

## N
- Yves Nat (1890-1956, França)
- Carl Nielsen (1865-1931, Dinamarca)
- Rikard Nordraak (1842-1866, Noruega)
- Ivor Novello (1893-1951, Gal·les-Gran Bretanya)

## O
- Johannes Ockeghem (1410-1497, Bèlgica)
- Otto Olsson (1879-1964, Suècia)
- Manuel Oltra (n. 1922, País Valencià)
- Ruper Ordorika (n. 1956, País Basc)
- Carl Orff (1895-1982, Alemanya)
- Josep Lluís Ortega Monasterio (1918-2004, Santander/Catalunya)

## P
- Johann Pachelbel (1653-1706, Alemanya)
- Giovanni Pacini (1796-1867, Itàlia)
- Ignacy Jan Paderewski (1860-1941, Polònia)
- Juan Gutiérrez de Padilla (c. 1590-1664, Mèxic)
- Niccolò Paganini (1782-1840, Itàlia)
- Andrzej Panufnik (1914-1991, Polònia)
- Giovanni Paisiello (1740-1816, Itàlia)
- Giovanni Pierluigi da Palestrina (1525-1594, Itàlia)
- Arvo Pärt (n. 1935, Itàlia)
- Joan Pau Pujol (1570-1626, Catalunya)
- Carlo Pedini (n. 1956, Estònia)
- Felip Pedrell (1841-1922, Catalunya)
- Giovanni Battista Pergolesi (1710-1736, Itàlia)
- Jacopo Peri (1561-1633, Itàlia)
- Lorenzo Perosi (1872-1956, Itàlia)
- Pérotin (c. 1160- c. 1230, França)
- Goffredo Petrassi (1904-2003, Itàlia)
- Hans Pfitzner (1869-1949, Alemanya)
- Alessandro Piccinini (1566-1638, Itàlia)
- Niccolò Piccinni (1728-1800, Itàlia)
- Johann Gottfried Piefke (1815-1884, Alemanya)
- Willem Pijper (1894-1947, Països Baixos)
- Francis Pilkington (c. 1565-1638, Gran Bretanya)
- Daniel Pinkham (1923-2006, EUA)
- Ildebrando Pizzetti (1880-1968, Itàlia)
- Doc Pomus (1925-1991, EUA)
- Amilcare Ponchielli (1834-1886, Itàlia)
- Ciprian Porumbescu (1853-1883, Romania)
- Nicola Porpora (1686-1768, Itàlia)
- Cole Porter (1891-1964, EUA)
- Michael Praetorius (1571-1621, Alemanya)
- Zbigniew Preisner (n. 1955, Polònia)
- André Previn (n. 1929, Alemanya/EUA)
- Serguei Prokófiev (1891-1953, Ucraïna)
- Giacomo Puccini (1858-1924, Itàlia)
- Henry Purcell (1659-1695, Gran Bretanya)

## R
- Serguei Rakhmàninov (1873-1943, Rússia)
- Valentin Rathgeber (1682-1750) (Alemanya)
- Carlo Ravasegna (1891-1964) (Itàlia)
- Maurice Ravel (1875-1937, País Basc-França)
- Thomas Ravenscroft (c. 1582- c. 1635, Gran Bretanya)
- Johannes Rebicek (1876-1954) (Alemanya)
- Ottorino Respighi (1879-1936, Itàlia)
- Wolfgang Rihm (n. 1952, Alemanya)
- Nikolai Rimski-Kórsakov (1844-1908, Rússia)
- Johnny Rivers (n. 1942, EUA)
- Nil Rodgers (n. 1952, EUA)
- Richard Rodgers (1902-1979, EUA)
- Joaquín Rodrigo (1901-1999, País Valencià)
- Sigmund Romberg (1887-1951, Hongria)
- Gioacchino Rossini (1792-1868, Itàlia)
- Nino Rota (1911-1979, Itàlia)
- Nikolai Rubinstein (1835-1881, Rússia)
- Poul Ruders (n. 1949, Dinamarca)
- Josef Rudolf Lewy (1802-1881) (França)
- Elena Rykova (1991, Rússia)

## S
- Mercat Saar (1882-1963, Estònia)
- Kaija Saariaho (n. 1952, Finlàndia)
- Camille Saint-Saëns (1835-1921, França)
- Ryuichi Sakamoto (n. 1952, Japó)
- Baltasar Saldoni (1807-1889, Catalunya)
- Antonio Salieri (1750-1825, Itàlia)
- Baltasar Samper (1888-1966, Balears)
- Josep Sancho Marraco (1879-1960, Catalunya)
- Carles Santos (n. 1940, País Valencià)
- Syama Sastry (1762-1827, Índia)
- Erik Satie (1866-1925, França)
- Jordi Savall (n. 1941, Catalunya)
- Alessandro Scarlatti (1660-1725, Itàlia)
- Domenico Scarlatti (1685-1757, Itàlia)
- Pierre Schaeffer (1910-1995, França)
- Peter Schickele (n. 1935, EUA)
- Arnold Schönberg (1874-1951, Àustria)
- Franz Schubert (1797-1828, Àustria)
- Clara Schumann (1819-1896, Alemanya)
- Robert Schumann (1810-1856, Alemanya)
- Fritz Seitz (1848-1918, Alemanya)
- Joaquim Serra (1907-1957, Catalunya)
- Kazimierz Serocki (1922-1981, Polònia)
- Johann Caspar Seyfert (1697-1767) (Alemanya)
- Tolib Shakhidi (n. 1946, Tadjikistan)
- Jean Sibelius (1865-1957, Finlàndia)
- Nicolas Slonimsky (1894-1995, Rússia)
- Bedřich Smetana (1824-1884, República Txeca)
- Josep Solà i Sànchez (n. 1930, Catalunya)
- Antoni Soler (1729-1783, Catalunya)
- Josep Soler (n. 1935, Catalunya)
- Ferran Sor (1778-1839, Catalunya)
- Stephen Sondheim (n. 1930, EUA)
- John Philip Sousa (1854-1932, EUA)
- Gaspare Spontini (1774-1851, Itàlia)
- Johann Stamitz (1717-1757, República Txeca)
- John Stanley (1712-1786, Gran Bretanya)
- Agostino Steffani (1653-1728, Itàlia)
- Max Steiner (1888-1971, Àustria)
- Jim Steinman (n. 1948, EUA)
- William Grant Still (1895-1978, EUA)
- Johann Strauß (pare) (1804-1849, Àustria)
- Johann Strauß (1825-1899, Àustria)
- Richard Strauss (1864-1949, Alemanya)
- Ígor Stravinski (1882-1971, Rússia)
- Arthur Sullivan (1842-1900, Gran Bretanya)
- Tielman Susato (c.1500 - c.1562, Bèlgica)
- Karol Szymanowski (1882-1937, Polònia)

## T
- Germaine Tailleferre (1892-1983, França)
- Thomas Tallis (c.1505-c.1585, Gran Bretanya)
- Francesc Tàrrega (1852-1909, País Valencià)
- Giuseppe Tartini (1692-1770, Itàlia)
- Piotr Ilitx Txaikovski (1840-1893, Rússia)
- Aleksandr Txerepnín (n. 1899-1977, Rússia)
- Georg Philipp Telemann (1681-1767, Alemanya)
- Mikis Theodorakis (n. 1925, Grècia)
- Dmitri Tiomkin (1894-1979, Ucraïna)
- Rudolf Tobias (1873-1918, Estònia)
- Ernst Toch (1887-1964, Àustria)
- Eduard Toldrà (1895-1962, Catalunya)
- Antoni Tolmos (1970-, Catalunya)
- Mel Tormé (1925-1999, EUA)
- Giovanni Maria Trabaci (1575-1647, Itàlia)
- Tommaso Traetta (1727- 1779, Italià)
- Eduard Tubin (1905-1982, Estònia)
- Tyagaraja (1767-1848, Índia)

## U
- Nobuo Uematsu (n. 1959, Japó)
- Marco Uccellini (~1603-1680, Itàlia)

## V
- Pierre van Maldere (1729-1768, Bèlgica)
- Ralph Vaughan Williams (1872-1958, Gran Bretanya)
- Giuseppe Verdi (1813-1901, Itàlia)
- Caetano Veloso (n. 1942, Brasil)
- Tomás Luis de Victoria (1548-1611 Espanya)
- Heitor Villa-Lobos (1887-1959, Brasil)
- Anselm Viola (1738-1798, Catalunya)
- Giovanni Viotti (1755-1824, Itàlia)
- Philippe de Vitry (1291-1361, França)
- Antonio Vivaldi (1678-1741, Itàlia)
- Bernat Vivancos (n.1973)
- Amadeu Vives (1871-1932, Catalunya)
- Joan Vives Sanfeliu (n. 1953, Catalunya)
- Walther von der Vogelweide (c.1170-c.1230, Alemanya)
- Gabriel Voigtländer (segle xvii, Alemanya)
- Louis Albert Vizentini (1841-1906, França)

## W
- Max Wagenknecht (1857-1922, Alemanya)
- Richard Wagner (1813-1883, Alemanya)
- Unico Wilhelm van Wassenaer (1692-1776, Països Baixos)
- Andrew Lloyd Webber (1948, Gran Bretanya)
- Anton Webern (1883-1945, Àustria)
- Carl Maria von Weber (1786-1826, Alemanya)
- Kurt Weill (1900-1950, Alemanya)
- Sylvius Leopold Weiss (1687-1750, Alemanya)
- Johann Paul von Westhoff (1656-1705, Alemanya)
- Charles-Marie Widor (1844-1937, França)
- John Williams (n. 1932, EUA)
- Spencer Williams (1889-1965, EUA)

## X
- Iannis Xenakis (1922-2001, Romania/Grècia)
- Dmitri Xostakòvitx (1906-1975, Rússia)

## Y
- Yanni (n. 1954, Grècia)
- Takashi Yoshimatsu (n. 1953, Japó)

## Z
- Joaquim Zamacois (1894-1976, Xile/Catalunya
- Riccardo Zandonai (1883-1944, Itàlia)
- Frank Zappa (1940-1993, EUA)
- Jan Dismas Zelenka (1679-1745, República Txeca)
- Alexander von Zemlinsky (1871-1942, Àustria)
- Hans Zimmer (n. 1957, Alemanya)
- John Zorn (n. 1953, EUA)

## Altres enllaços
- Llista alfabètica de compositors a answers.com